# Тесенано (Витербо)
Тесенано (итал. Tessennano) је насеље у Италији у округу Витербо, региону Лацио.
Према процени из 2011. у насељу је живело 335 становника. Насеље се налази на надморској висини од 303 м.

## Становништво
Према резултатима пописа становништва 2011. у општини је живело 350 становника.
| 1931. | 1936. | 1951. | 1961. | 1971. | 1981. | 1991. | 2001. | 2011. |
| ----- | ----- | ----- | ----- | ----- | ----- | ----- | ----- | ----- |
| 692   | 700   | 814   | 771   | 611   | 470   | 472   | 420   | 350   |